# 스페인의 선거
스페인에는 4가지 종류의 선거가 있다. 총선, 스페인 자치 지방의 입법선거, 지방선거, 유럽 의회 선거이다. 총선과 스페인 자치지방의 입법 선거는 원래 존재하던 의회의 임기가 끝나면 열리며 보통 지난 선거 이후 4년 간격으로 선거가 열린다. 조기 총선이 열리는 경우도 존재한다.
이와 달리 지방 선거 즉 각 지자체와 주의 의원을 선출하는 선거와 유럽 의회 대표 선출은 지정된 날짜에 열리는 것이 보통이다. 보통의 선거는 정당비례대표제를 사용하지만 스페인 하원의 경우 다수결투표를 적용한다.

## 총선

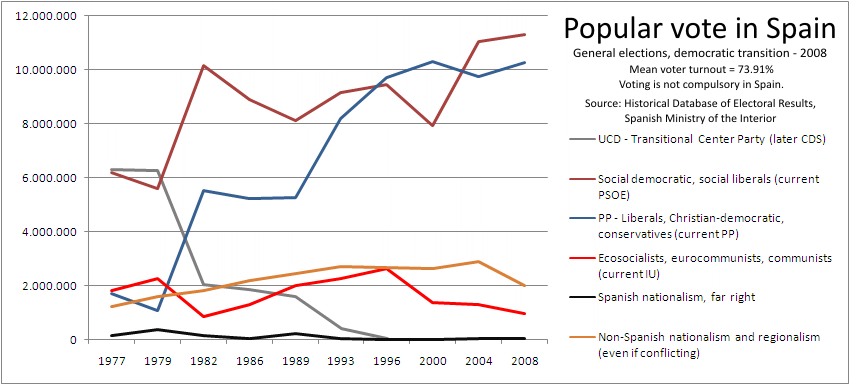
2008년까지의 투표율을 보여주는 도표

총선은 연방 정부의 의회 즉 스페인 상하원을 선출하는 선거이다. 보통 4년간 동일하게 활동한다.

### 스페인 하원
스페인 하원의 총원은 350명이며 스페인의 주에서 각각 선발하며 최대 4년의 임기를 갖는다. 비례대표제를 사용하며 스페인 헌법(1978년)을 통해 그 운영에 대해서는 융통성이 보장되어 있으나 민주주의로 전환된 스페인 사회에서 현재까지 4년의 운영을 거스른 경우는 일어나지 않았다.
50개의 주에 각기 두 석이 배정되며 세우타와 멜리야에는 1석 씩 배정되어 248석이 남는다. 이는 인구수에 따라 배정된다. 관행적으로 이 제도는 인구가 적은 주의 입장을 지나치게 대변하게 되어서 결과적으로는 마드리드나 바르셀로나와 같이 대도시의 다수 주민 입장을 반영하지 못하게 된다. 더군다나 대부분의 경우 지나치게 소규모인 경우가 많아 그 비례는 더욱 불균등해져서 제2정당까지의 주요 정당 혹은 지역의 지지를 절대적으로 얻는 경우가 아니고는 표를 얻을 수 없게 된다. 제3정당의 존립을 어렵게 하는 것이다.

### 스페인 상원
상원 선거는 1979년부터 적용되었으며 주의 경우에는 1977년부터 변치 않고 계속적으로 선거가 이뤄지고 있다. 상원은 주에서 직접 선출하며 자치 지방에서는 간접 선출한다. 이에 따라 208석은 주민들의 직접 선거로, 56석은 비례대표(간접선출)로 선출된다.
각 주는 비례대표제를 사용하며 모든 내륙지방의 주는 4명의 하원의원을 선출한다. 발레아레스제도와 카나리아 제도는 1명에서 3명의 의원을 선출하며 세우타와 멜리야는 2명의 의원을 선출한다. 보통 각 정당이 세 명의 후보자를 제추라는데 이름으로 선거하며 이는 스페인 선거에서 유일한 경우다. 보통 결과로는 지역에서 다수의 지지를 얻고 있는 당 출신 세 명이 상원직을 얻고 1명이 다른 정당 소속에서 배출된다.
각 자치 지방은 상원의원을 1명씩 선출하며 인구 백만 명 당 1명 씩 더 선출한다.

## 같이 보기
- 선거 제도